# Catafract

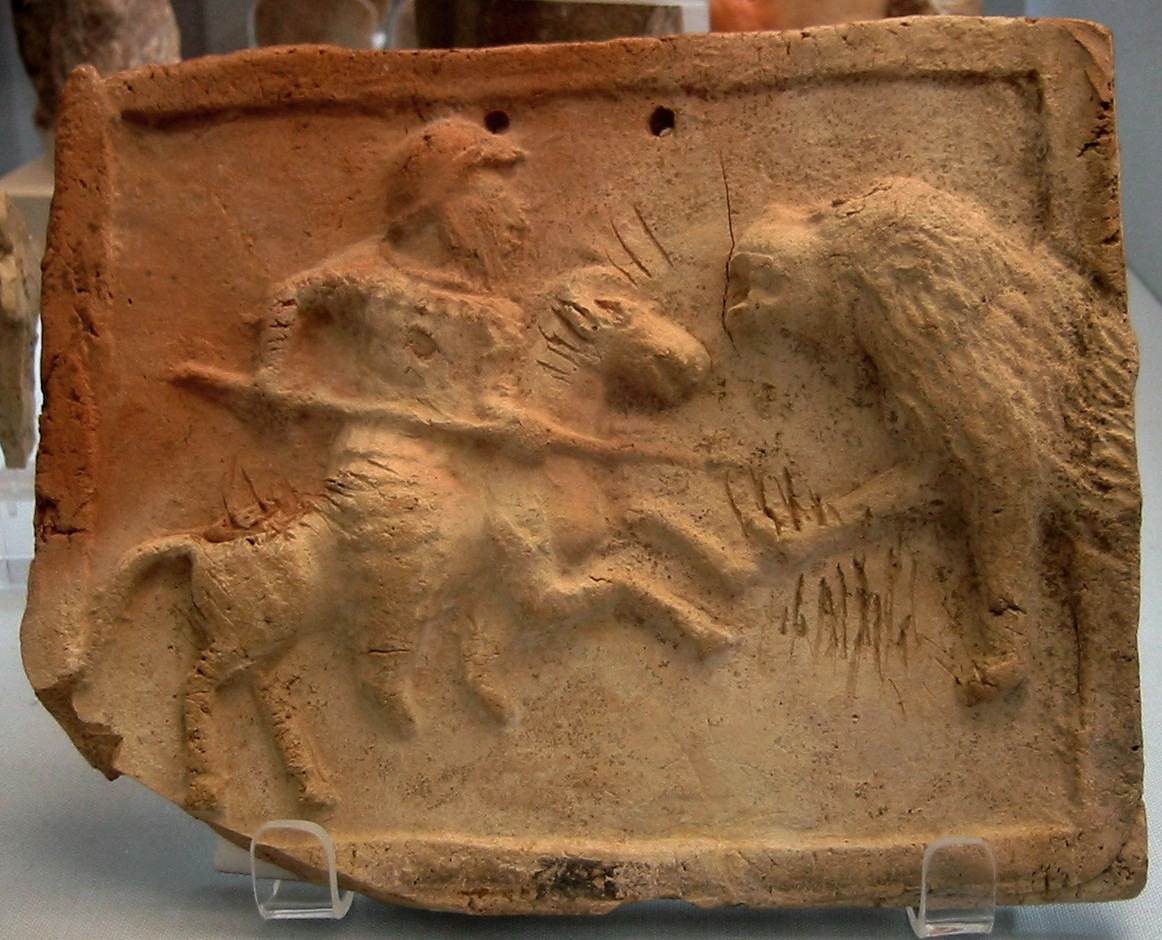
Catafract din armata parților înfruntând un leu (British Museum).

Catafractul (în greacă Κατάφρακτος, Kataphraktos, „acoperit cu fier“) era un războinic cu armură, care făcea parte din cavaleria grea din epoca antică și Evul Mediu timpuriu, cu precădere în cadrul armatelor persane, romane și bizantine. Călărețul și adesea și calul erau protejați de o armură lamelară.

## Catafractul bizantin
Principala componentă a cavaleriei bizantine erau escadroanele de catafracți. Armamentul catafractului bizantin era asemănător cu cel al vechilor călăreți sarmați și sciți, acesta fiind un cavaler cu armură și armament greu, și ceea ce e cel mai important, era extrem de bine pregătit. Armele sale includeau lancea și arcul, dar și sabia și adesea toporul. Catafractul era o resursă foarte prețioasă, pregătirea lui fiind foarte costisitoare. De asemenea, și calul său era foarte scump. Erau înarmați cu o lance (kontos) lungă de circa 4 m, preluatǎ de la sarmați și alani, și cu o spadă (spathion, din latinescul spatha) cu lama lungă de circa 90 cm.